# 何文浩
何文浩（1964年3月—），男，湖南衡东人，中华人民共和国政治人物。毕业于北京大学历史系世界史专业，曾在中国安全部工作长达28年（1984年8月至2012年3月）。现任广西壮族自治区人大常委会副主任。

## 生平
1988年2月加入中国共产党。1980年9月至1984年8月，在北京大学历史系世界史专业学习，毕业后供职于中国安全部。
2012年3月，担任宁夏回族自治区国家安全厅党委书记。2013年1月，任宁夏回族自治区人民政府副秘书长；国家安全厅党委书记、厅长。
2013年11月，担任西藏自治区人民政府副主席、自治区党委政法委副书记。2015年6月，担任西藏自治区政府副主席、中共西藏自治区党委政法委副书记、区司法厅党委书记。2016年1月，担任西藏自治区政府副主席、区党委政法委副书记。同年11月，担任中共西藏自治区党委常委、政法委书记、互联网党工委副书记，区政府副主席。2017年2月，担任中共西藏自治区党委常委、政法委书记、互联网党工委副书记。2017年5月，担任西藏自治区党委常委、政法委书记。
2021年10月，转任中共广西壮族自治区党委常委。2021年11月，任自治区党委政法委书记。2024年1月，何文浩任广西壮族自治区人大常委会副主任。同年7月，不再兼任自治区党委常委。